# Aquilegia micrantha
Aquilegia micrantha là một loài thực vật có hoa trong họ Mao lương. Loài này được Eastw. mô tả khoa học đầu tiên năm 1895.